# Stellifer fuerthii
Stellifer fuerthii es una especie de pez de la familia Sciaenidae en el orden de los Perciformes.

## Morfología
Los machos pueden llegar alcanzar los 20 cm de longitud total.

## Alimentación
Come principalmente crustáceos  planctónicos y, también, gusanos y otros invertebrados  bentónicos.

## Hábitat
Es un pez de mar clima tropical y demersal.

## Distribución geográfica
Se encuentra en el Pacífico oriental: desde El Salvador hasta el Perú.

## Uso comercial
Es común en los mercados locales.